# アフダル山 (オマーン)
アフダル山（アフダルさん）、ジェベル・アフダル 、ジュベル・アフダル  (Jebel Akhdar)、ないし、アル・ジャバル・アル・アフダル（Al Jabal Al Akhdar、アラビア語: ٱلْجَبَل ٱلْأَخْضَر）は、オマーンのダーヒリーヤ行政区にあるアル・ハジャル山脈の一部を成す山。標高は、2,980 m (9,780 ft)であり、標高 2,000mのサイク高原 (Saiq Plateau) を抱えている、アフダル山は、迷路のように入り組んだワジや、穏やかな地中海性気候によりザクロ、アプリコット、バラなどが豊かに実る段々畑状の果樹園が特徴となっている。

## 概要
この、ほとんど石灰岩から成る山は、オマーンにおいて、また、アラビア半島東部において、標高が最も高い場所のひとつである。アフダル山は、アル・ハジャル山脈の中央部に位置し、マスカットから150 km (93 mi) ほどの場所に位置しており、四輪駆動車によらなければ到達できない。この山は大部分が砂漠であるが、標高の高いところでは年間降水量が 300 mm (12 in) 程度となり、十分な水分が得られることから、低木や喬木も生え、農業も可能になる。このため、この山には「緑」を意味する名「アフダル」がついている。
この山の内陸側には、往時の砦であったビルカット・アル＝マウズ (Birkat al-Mawz)、すなわち「オオバコの水溜り」があり、近傍のジャブリンの宮殿に似たレイアウトがなされていた。
山中へと向かう立派な道が大きく開かれたところに位置しているビルカット・アル＝マウズは、かつて山岳地域を根城にしたバニ・リヤム族の砦であった。近年に至って廃墟と化した、この泥レンガの要塞と彩色された天井は、修復の途上にある。

Poised across the yawning mouth of a great pass into the mountains, Birkat al-Mawz was one of the fortresses of the Bani Riyam tribe which controlled the mountain heartland. Collapsing into ruin until recently, the mud-brick fortress and its painted ceilings are now well on the way to restoration."—Aramco World.
当地は、ニズワの町から車で45分ほどのところにあり、伝統的なバラ水の抽出や、ザクロ、クルミ、アンズ、黒いブドウ、モモなどの農産物でも知られている。また、オマーンにおける養蜂業の拠点でもある。農業生産は、数百年以上も当地に定住してきた地元の農民たちが編み出した、ファラージ (Falaj) と呼ばれる地下用水路と段々畑の仕組みによって、改良が重ねられてきた。
アル・ソガラは、山腹に彫り込まれた歴史的な村落である。
この山に住み着いている者の多くは、古代からのアラブ人の部族であるバニ・リヤム（アル・リヤミー）族 (Bani Riyam (al Riyamy)) である。この部族の子孫たちの大部分は、現代ではニズワ、イズキ、イブラなど、近傍の4集落に居住している。

## 歴史
1954年から1959年にかけて、当地一帯はジェベル・アフダル戦争の戦場となり、オマーンの国王（スルターン）に忠実なオマーン軍（特殊空挺部隊を含むイギリス陸軍の支援を受けていた）と、サウジアラビアの支援を受けた内陸部の反乱勢力オマーン・イマーム国の衝突の場となった。
2011年8月、カーブース国王は、アフダル山を自然保護区とし、そのユニークで、また容易に失われる恐れがある生物多様性を保全する施作をとった。国王の勅命に従って、「アフダル山自然景観保護区 (Jebel Akhdar Sanctuary for Natural Sceneries)」が設定された。オマーンの環境・気候省は、保護区への入域や開発行為について規制のガイドラインを作成する権限をもっている。
2011年以降、自転車ロードレースのツアー・オブ・オマーンにおける主要な山岳ステージとしてアフダル山が用いられるようになっている。当地には、いくつもの重要な岩石を彫刻した芸術があり、中には6,000年前の人物像も含まれていることが発見されており、研究が取り組まれている